# Álbum de Domingo
Nota: para um outro periódico literário de Porto Alegre, consulte Álbum do Domingo (1878).
Álbum de Domingo foi um periódico literário brasileiro, o segundo a ser fundado no estado do Rio Grande do Sul, sendo publicado em Porto Alegre.
O proprietário e redator era um certo A. J. S. de Faria, até hoje não identificado. Era impresso na Tipografia Alemã, com o formato de 30 x 20, com oito páginas. A assinatura anual era de 12$000 réis. A primeira edição apareceu em 4 de novembro de 1860, pouco depois do fechamento do pioneiro O Guayba. Na primeira edição trouxe seu programa editorial, pretendendo ser 
"[...] humilde, singelo, despido de ornamentos, de finos entalhes e ricos bordados, [...] só com a pretensão símplice de que é o livro mais próprio, mais análogo à singelez, ao entusiasmo das ideias que fermentam na fantasia da juventude. Não poluirá suas folhas com balões, com as asperezas de crítica menos delicadas. Será modesto e justo, amante de amores viçosos, de modas e louçainhas. O poeta que sinta saudade da pátria, dos seus amigos e que chore, no Álbum de Domingo tem folhas aonde deslize suas lágrimas. [...] o Álbum de Domingo possui folhas para todos e para tudo que em si tenha gravado os caracteres indeléveis da variedade amena e instrutiva. É um livro puramente literário. [...] Entrará nos boudoires, nas salas, nos gabinetes dos homens pensadores e estudiosos, nos escritórios dos negociantes, nas oficinas dos operários e sempre airoso, sempre lhano e cortês, tanto nos palácios dos opulentos como nos submissos tugúrios dos filhos do trabalho".
Era uma folha de orientação conservadora, contava com diversos colaboradores, como Félix da Cunha, Moreira de Azevedo, Antônio Heculano, Nicolau Vicente, Francisco de Abreu Vale Machado e outros. Muito além de conter apenas amenidades açucaradas e recreativas como sugeria sua apresentação, trazia poesias, crônicas, crítica literária, teatral e artística, artigos didáticos e informativos, resenhas dos acontecimentos da semana e da movimentação na área da cultura, traduções de autores estrangeiros e ensaios de caráter social e moralizante. Segundo Athos Damasceno, seu nível geral não era tão alto como seu precursor O Guayba, mas ficava apenas pouco atrás, e em particular em seus editoriais, peças de robusto valor literário, muitas vezes o superava. Desempenhou uma função importante em sua época para aprimorar o gosto do público, difundir conhecimentos úteis e estimular o apreço pela literatura em geral, incentivando também o aprimoramento dos costumes da sociedade e o cultivo do sentimento de fraternidade entre toda a humanidade. Apesar de ter tido uma existência breve, publicando sua última edição em 31 de março de 1861, com 13 números no total, sua leitura oferece um rico painel da cultura e da sociedade da província neste período, e por isso permanece também como uma valiosa fonte histórica. Não deve ser confundido com o Álbum do Domingo, outro periódico literário de Porto Alegre fundado em 1878.